# Renneval
Renneval és un municipi francès situat al departament de l'Aisne i a la regió dels Alts de França. L'any 2007 tenia 131 habitants.

## Demografia

### Població
El 2007 la població de fet de Renneval era de 131 persones. Hi havia 52 famílies de les quals 16 eren unipersonals (12 homes vivint sols i 4 dones vivint soles), 16 parelles sense fills i 20 parelles amb fills.
La població ha evolucionat segons el següent gràfic:
Habitants censats

### Habitatges
El 2007 hi havia 60 habitatges, 50 eren l'habitatge principal de la família, 6 eren segones residències i 4 estaven desocupats. Tots els 60 habitatges eren cases. Dels 50 habitatges principals, 40 estaven ocupats pels seus propietaris, 9 estaven llogats i ocupats pels llogaters i 1 estava cedit a títol gratuït; 2 tenien dues cambres, 4 en tenien tres, 12 en tenien quatre i 32 en tenien cinc o més. 43 habitatges disposaven pel capbaix d'una plaça de pàrquing. A 27 habitatges hi havia un automòbil i a 14 n'hi havia dos o més.

### Piràmide de població
La piràmide de població per edats i sexe el 2009 era:
| Homes | Edats   | Dones |
| ----- | ------- | ----- |
| 0     | 95 o +  | 0     |
| 0     | 90 a 94 | 0     |
| 0     | 85 a 89 | 0     |
| 0     | 80 a 84 | 4     |
| 0     | 75 a 79 | 4     |
| 4     | 70 a 74 | 4     |
| 8     | 65 a 69 | 4     |
| 8     | 60 a 64 | 8     |
| 8     | 55 a 59 | 0     |
| 0     | 50 a 54 | 12    |
| 4     | 45 a 49 | 0     |
| 0     | 40 a 44 | 4     |
| 4     | 35 a 39 | 4     |
| 4     | 30 a 34 | 8     |
| 4     | 25 a 29 | 0     |
| 0     | 20 a 24 | 0     |
| 8     | 15 a 19 | 4     |
| 8     | 10 a 14 | 4     |
| 0     | 5 a 9   | 16    |
| 8     | 0 a 4   | 0     |

## Economia
El 2007 la població en edat de treballar era de 77 persones, 55 eren actives i 22 eren inactives. De les 55 persones actives 47 estaven ocupades (31 homes i 16 dones) i 8 estaven aturades (3 homes i 5 dones). De les 22 persones inactives 5 estaven jubilades, 5 estaven estudiant i 12 estaven classificades com a «altres inactius».

### Ingressos
El 2009 a Renneval hi havia 51 unitats fiscals que integraven 139 persones, la mediana anual d'ingressos fiscals per persona era de 11.404 €.

### Activitats econòmiques
Dels 5 establiments que hi havia el 2007, 3 eren d'empreses de fabricació d'altres productes industrials, 1 d'una empresa de construcció i 1 d'una empresa de transport.
L'únic servei als particulars que hi havia el 2009 era una lampisteria.
L'any 2000 a Renneval hi havia 11 explotacions agrícoles que ocupaven un total de 760 hectàrees.

## Poblacions més properes
El següent diagrama mostra les poblacions més properes.